# Sukeva
 (septembre 2012).
Si vous disposez d'ouvrages ou d'articles de référence ou si vous connaissez des sites web de qualité traitant du thème abordé ici, merci de compléter l'article en donnant les références utiles à sa vérifiabilité et en les liant à la section « Notes et références ».
Sukeva est une petite ville appartenant à la commune de Sonkajärvi dans la région de Savonie du nord, en Finlande.

## Présentation
Sukeva est située au bord du lac Sukevajärvi, et à environ 40 kilomètres au nord de la ville d'Iisalmi sur la route nationale 5.
La population de Sukeva s'élève à environ à 1 100 personnes.
Sukeva est essentiellement connue pour sa prison et pour la ligne de chemin de fer entre Iisalmi et Kontiomäki. 
Les trains de voyageurs, acheminés par le réseau ferré de la société VR s’arrêtent à Sukeva. 
Sukeva possède également une équipe de floorball qui joue actuellement en 5e division. 
D'après l'auteur historique Arvo M. Soininen, 6 maisons du type Savonie furent bâties le long du lac de Sonkajärvi au milieu du XVIe siècle, dont les plus au nord sur la côte est de Laurilammi et Sonkajärvi, et donc bien plus au nord que l'actuel village de Sonkajärvi.
La première maison fixe à Sukeva fut bâtie avant le milieu de XVIIe siècle. En 1651, il y avait déjà 2 maisons. 
Durant la période de 1650 à 1680, ce fut également le lieu de repos du baron Per Brahe, et cet épisode fut décrit dans l'histoire des villages qui en ont fait partie. 

## Attractions touristiques
- le pont musée de Männikko au-dessus de la rivière Raudanjoki[2]
- les paysages le long de la route nationale 5.
- l'église évangélo-luthérienne de Sukeva
- la salle de prière de l'église orthodoxe de Sukeva
- le centre du village
- la gare ferroviaire de Sukeva (fi), inaugurée par Bruno Granholm en 1905)
- la prison de Sukeva et la station de repos de Kalliomäki.
- la prison d'Iskola, inaugurée par Uno Sjöholm en 1925.

## Images de Sukeva

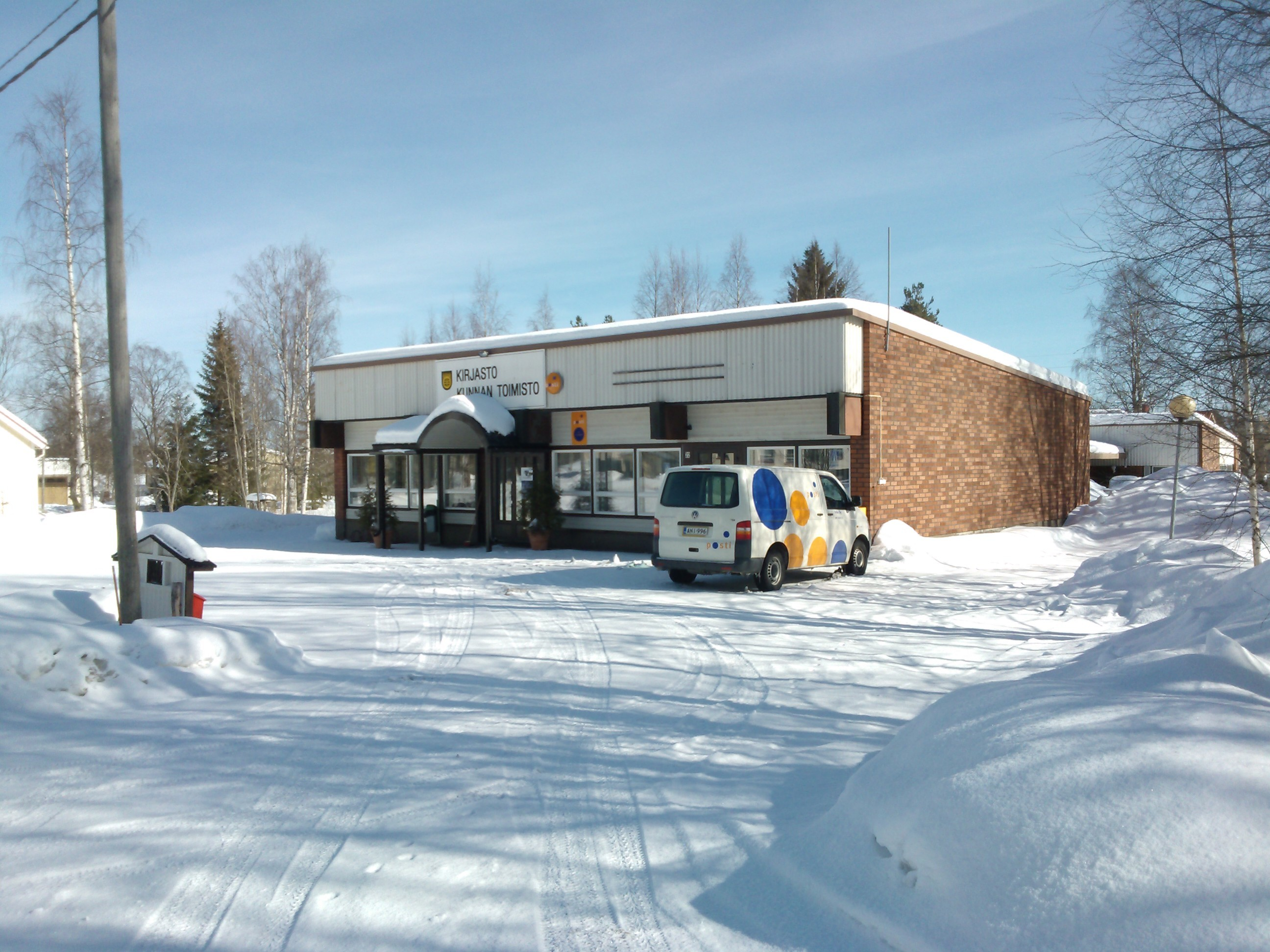
Bibliothèque et centre de services.
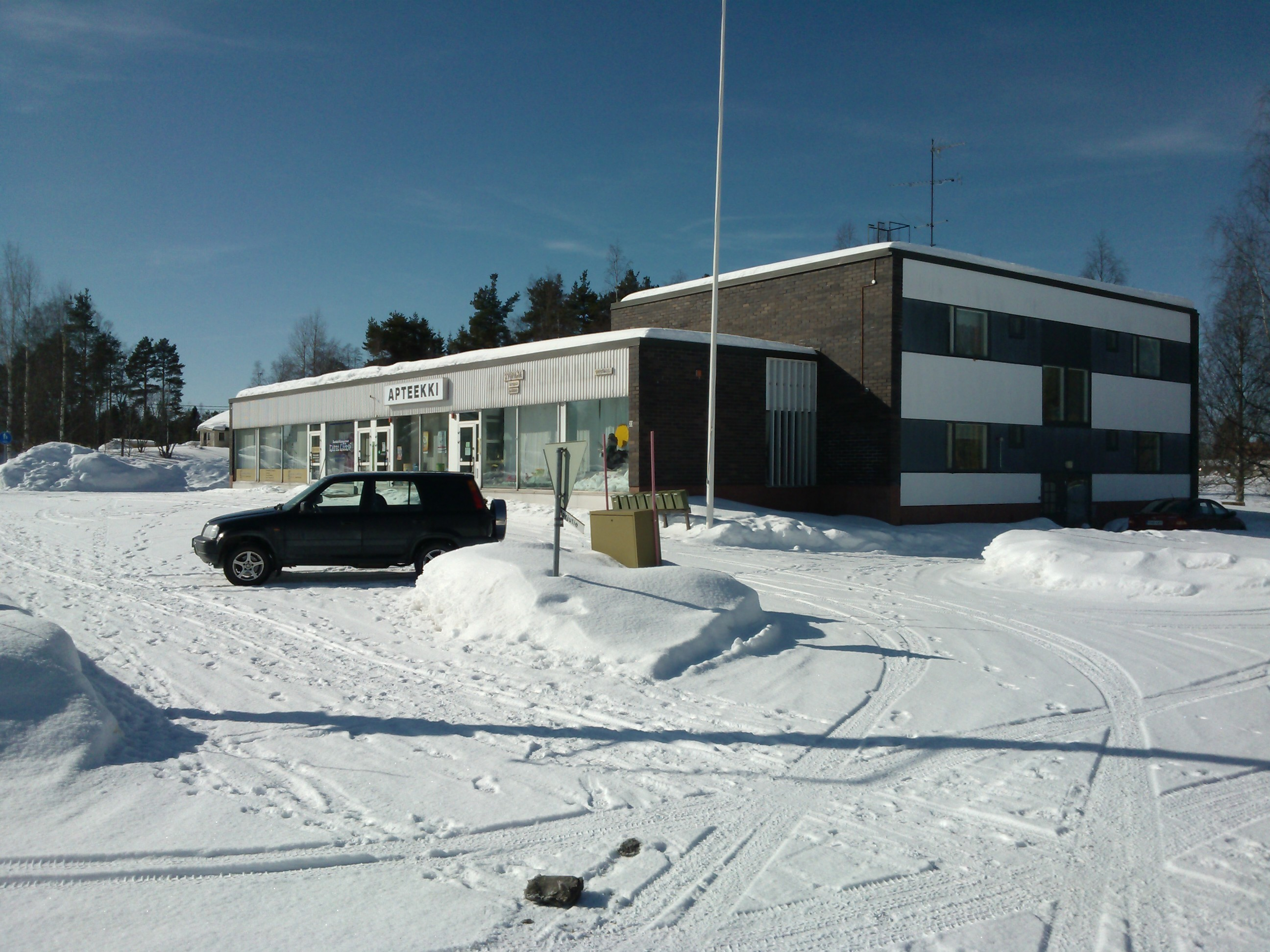
Centre commercial.
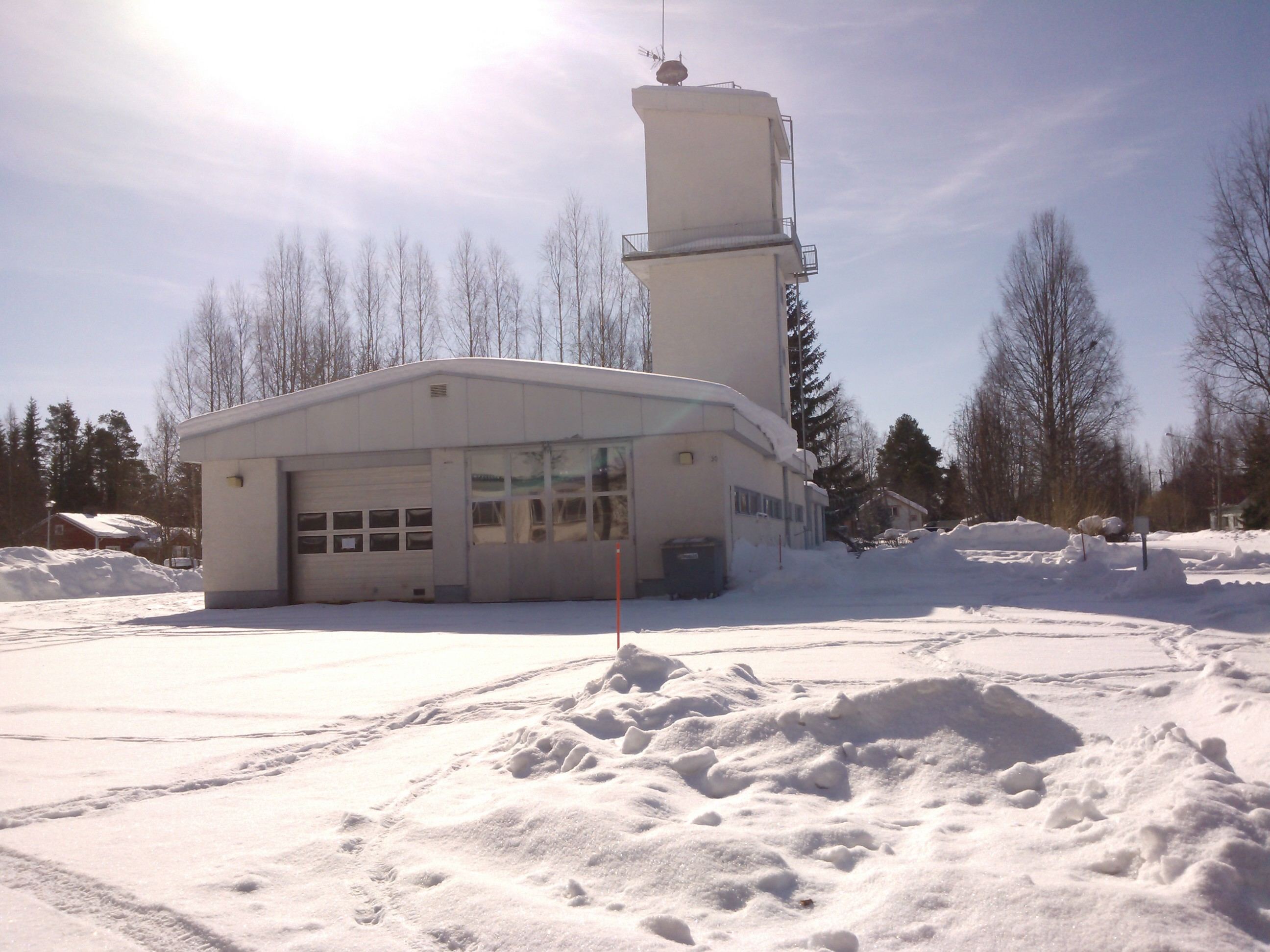
Caserne des pompiers de Sukeva.

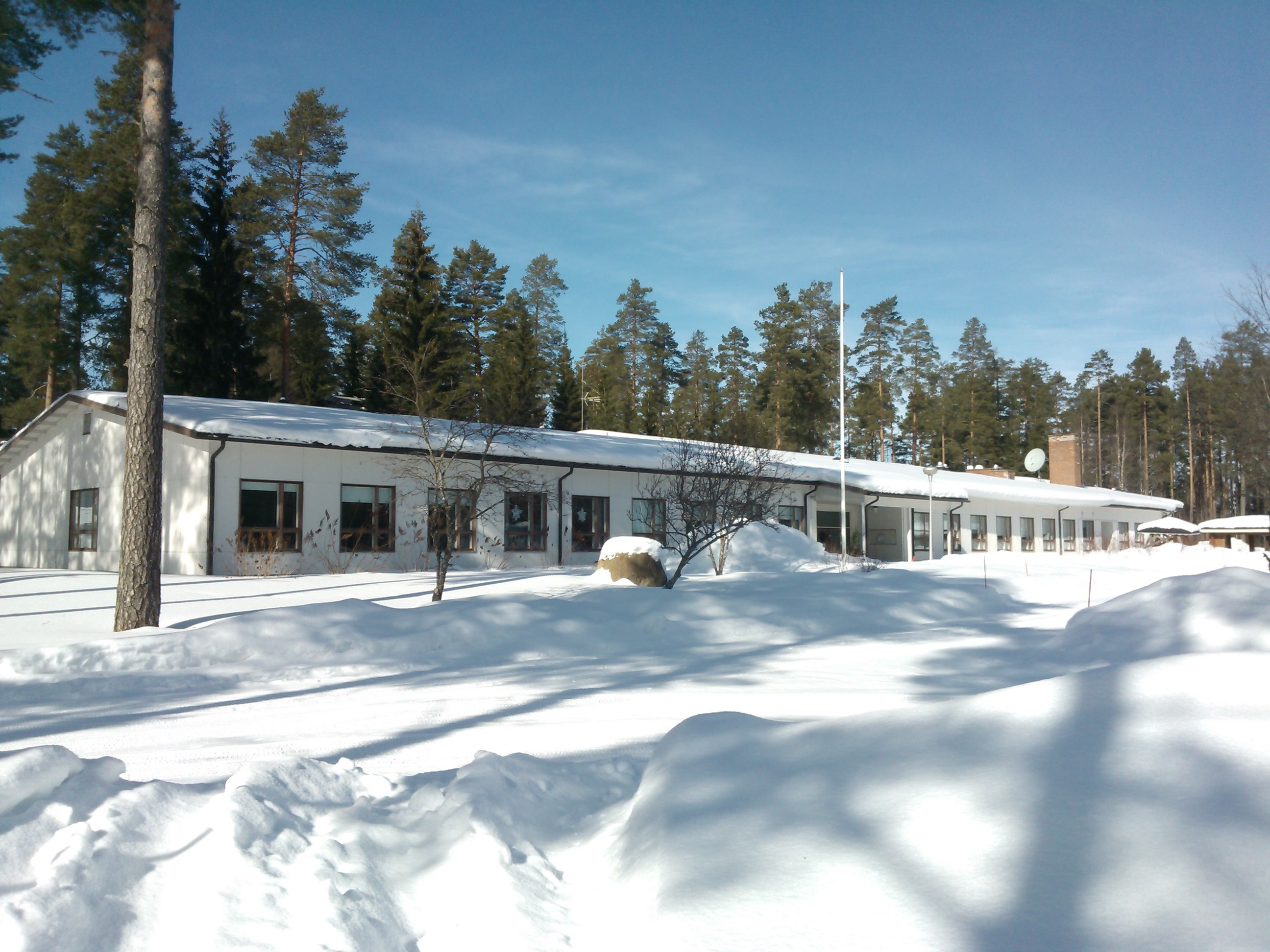
Centre du village.
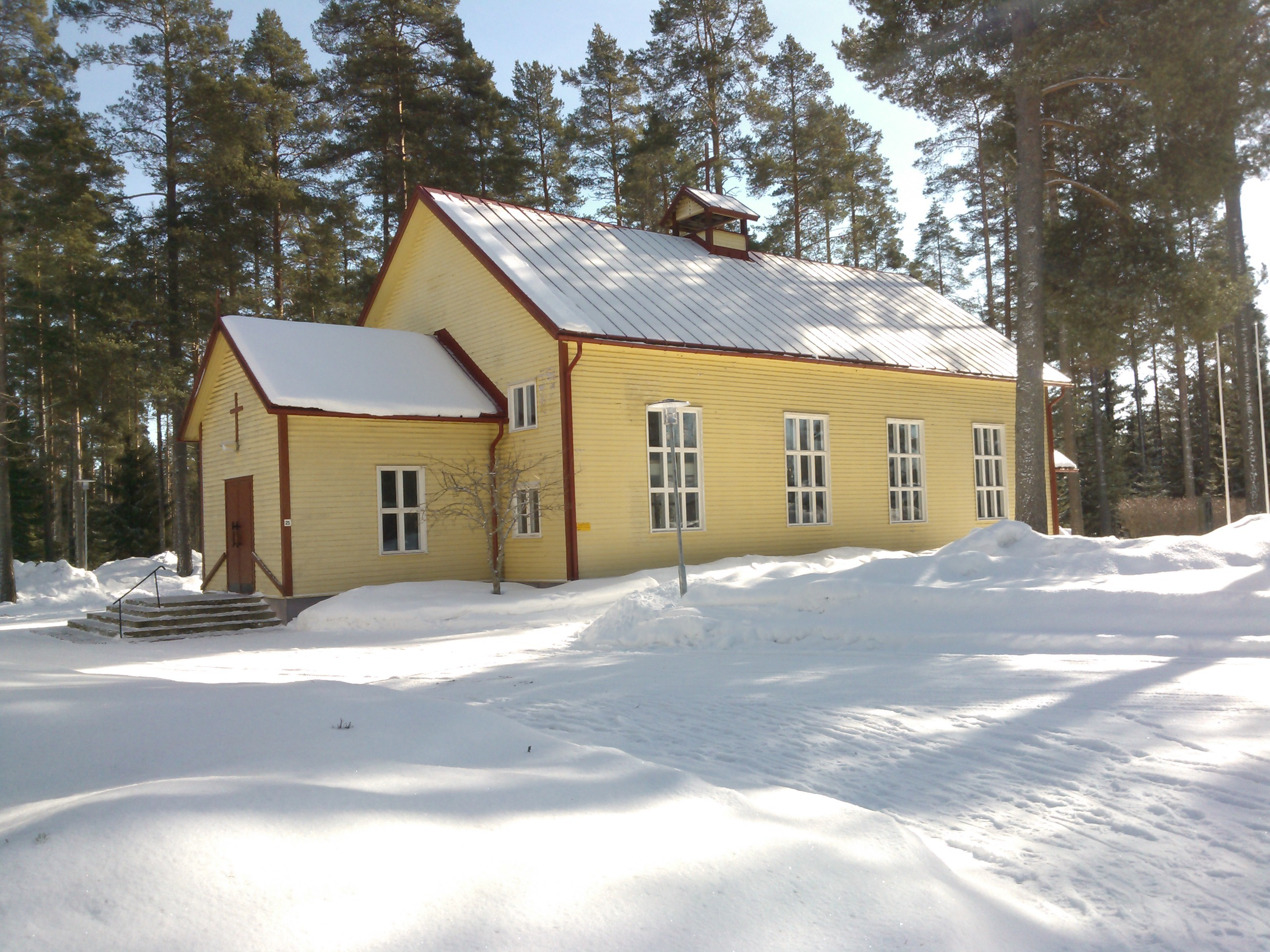
Église de Sukeva.

## Sources
- Aro, Jari: Sukevan keskusvankilan historiikki, 1989.
- Haavikko, Jari: Sonkajärven rakennusperinnettä, 1992.
- Suomen vankilat, koonnut: Jouko Nevalainen, julkaisija: Oikeusministeriön vankeinhoito-osasto, Helsinki, 2. painos, 1961, s. 49-58